# Jurij Sjedych
Jurij Heorhijowytsch Sjedych (ukrainisch Юрій Георгійович Сєдих, russisch Юрий Георгиевич Седых Juri Georgijewitsch Sedych, * 11. Juni 1955 in Nowotscherkassk, Oblast Rostow, Russische SFSR, Sowjetunion; † 14. September 2021, Pontoise, Frankreich) war ein sowjetischer bzw. ukrainischer Leichtathlet, der ab Mitte der 1970er bis Anfang der 1990er Jahre einer der weltbesten Hammerwerfer war.
Er gewann bei Olympischen Spielen, Welt- und Europameisterschaften insgesamt acht Medaillen, darunter sechs goldene. Er siegte bei den Olympischen Spielen 1976 und 1980 und wurde Zweiter der Olympischen Spiele 1988. Sjedych verbesserte sechsmal den Weltrekord. Seine letzte Höchstmarke von 86,74 m, aufgestellt am 30. August 1986 bei den Europameisterschaften in Stuttgart, stellt gleichzeitig den aktuellen Weltrekord dar (Stand 28. Juni 2023).

## Sportliche Laufbahn
Jurij Sjedych wurde im Süden Russlands geboren, wo seine Verwandten in der Oblast Rostow leben und seine Mutter studierte. Später zog seine Mutter der Arbeit wegen in den Süden der Ukraine, zunächst nach Saporischschja und später nach Nikopol, wo er aufwuchs. Hier begann er auch mit der Leichtathletik. Seine erste Begegnung mit Hammerwerfern hatte er mit zwölf Jahren, als er vom Trainingsplatz der Leichtathleten seinen verirrten Fußball zurückholen wollte. Er ließ sich einen der 4 kg schweren Schülerhammer geben – und flog mitsamt dem Hammer aus dem Wurfring in eine Hochspannungsleitung. Zahlreiche weitere Misserfolge konnten seinen jugendlichen Eifer jedoch nicht bremsen, und so gelangte er unter der Anleitung von Trainer Wladimir Iwanowitsch Wolowik schließlich zum Gewinn der sowjetischen Juniorenmeisterschaft.
Anschließend immatrikulierte er sich am Institut für Körperkultur in Kiew, um sich zum Trainer ausbilden zu lassen. Leiter der Lehrabteilung Leichtathletik war der damals noch aktive Hammerwurfolympiasieger Anatolij Bondartschuk, dem Sjedych zuvor schon einmal begegnet war – während der Vorbereitung auf die Schüler-Spartakiade 1972, die er mit einer Weite von 62,96 m gewann. Der skeptische Bondartschuk nahm sich erst auf Drängen seiner Kollegen des schmalschultrigen jungen Mannes an – nicht ahnend, dass er ihm vier Jahre später im olympischen Wettkampf unterliegen sollte.
Schon ein Jahr später – 1973 – konnte Sjedych seine bisherige Bestleistung um sechs Meter steigern und gewann bei den Europameisterschaften der Junioren seine erste Goldmedaille. Im Jahr 1975 warf er 73,30 m und hatte damit ein weiteres Zwischenziel erreicht – die Erfüllung der Norm für den Titel Meister des Sports der internationalen Klasse. Im olympischen Jahr 1976 warf Sjedych bei den Internationalen Wettkämpfen um den Preis der Prawda mit 78,86 m sowjetischen Rekord. Kurz darauf gelang ihm bei den sowjetischen Meisterschaften in Kiew erstmals ein Sieg über den inzwischen 36-jährigen Bondartschuk, der Zweiter vor Alexei Spiridonow wurde. So traten bei den Olympischen Spielen 1976 in Montreal der Altmeister und zwei seiner Schüler gegeneinander an – und teilten die Medaillen unter sich auf.
Es folgte eine lange Durststrecke, die Sjedych genau zum richtigen Zeitpunkt beenden konnte: Bei den Olympischen Spielen 1980 in Moskau siegte er mit Weltrekord. An die erzielte Weite von 81,70 m kam er elf Jahre später bei seinem letzten großen Sieg bei den Weltmeisterschaften 1991 in Tokio noch auf zehn Zentimeter heran – ein Beweis für seine außergewöhnliche Leistungskonstanz.
Noch als Senior nahm Sjedych an Wettkämpfen teil. Am 20. Mai 2001 in Clermont warf er 67,74 m und war damit Inhaber des Weltrekords der Altersklasse M45.

## Privates
Sjedych war einige Jahre lang mit der Sprinterin Ljudmila Kondratjewa verheiratet. Ihre gemeinsame Tochter Oxana Kondratjewa (* 1985) war ebenfalls Hammerwerferin. Sie nahm viermal an der Universiade teil und gewann dort 2013 die Silbermedaille. Bei den Weltmeisterschaften 2013 belegte sie den siebten Platz.
Später heiratete er die Kugelstoßolympiasiegerin von 1988 Natalja Lissowskaja, mit der er seit Anfang der 1990er Jahre in Frankreich lebte. Ihre gemeinsame Tochter Alexia Sedykh (* 1993) startet für Frankreich ebenfalls im Hammerwurf und war bereits im Jugend- und Juniorenbereich international erfolgreich, wo sie bei den Olympischen Jugend-Sommerspielen 2010 die Goldmedaille im Hammerwurf gewann.
Sjedych starb infolge eines Herzinfarkts.

## Erfolge

### Weltrekorde
- 80,38 m am 16. Mai 1980 in Leselidse
- 80,64 m am 16. Mai 1980 in Leselidse
- 81,80 m am 31. Juli 1980 in Moskau
- 86,34 m am 3. Juli 1984 in Cork
- 86,66 m am 22. Juni 1986 in Tallinn
- 86,74 m am 30. August 1986 in Stuttgart

Siehe auch: Liste der Weltrekorde seit 1971

### Olympische Spiele
- 1976 in Montreal: Gold mit 77,52 m vor Alexei Spiridonow mit 76,08 m und Anatolij Bondartschuk mit 75,48 m
- 1980 in Moskau: Gold mit 81,80 m vor Sergei Litwinow mit 80,64 m und Jüri Tamm mit 78,96 m
- 1988 in Seoul: Silber mit 83,76 m hinter Sergei Litwinow mit 84,80 m und vor Jüri Tamm mit 81,16 m

### Weltmeisterschaften
- 1983 in Helsinki: Silber mit 80,94 m hinter Sergei Litwinow mit 82,68 m und vor Zdzisław Kwaśny (POL) mit 79,42 m
- 1991 in Tokio: Gold mit 81,70 m vor Ihar Astapkowitsch mit 80,94 m und Heinz Weis (FRG) mit 80,44 m

### Europameisterschaften
- 1978 in Prag: Gold mit 77,28 m vor Roland Steuk (GDR) mit 77,24 m und Karl-Hans Riehm (FRG) mit 77,02 m
- 1982 in Athen: Gold mit 81,66 m vor Igor Nikulin mit 79,44 m und Sergei Litwinow mit 78,66 m
- 1986 in Stuttgart: Gold mit 86,74 m vor Sergei Litwinow mit 85,74 m und Igor Nikulin mit 82,00 m

## Auszeichnungen
- 1980: Leninorden[4]
- 1985: Orden der Oktoberrevolution[4]
- 2013: Aufnahme in die IAAF Hall of Fame (gemeinsam mit seiner Ehefrau Natalja Lissowskaja)